# Agrafia
A agrafia é a característica da ausência da habilidade de escrita. Línguas sem sistema de escrita e suas populações são denominadas ágrafas. Além disso a agrafia pode ser o transtorno da perda da destreza de escrita devido a causas traumáticas, independentemente de qualquer perturbação motora.

## Idiomas minoritários
É de conhecimento comum que existem populações ágrafas, por exemplo entre os povos autóctones da América Latina e da África. Mas não raro entre os idiomas europeus dominantes também há línguas minoritárias em estado ágrafo; os quais geralmente são vistos e tratados superficialmente como meros dialetos; no entanto, muitos dos quais, tecnicamente, podem ser classificados pela linguística como idiomas por si próprios.
Um exemplo é a língua germânica que se desenvolveu organicamente no estado do Rio Grande do Sul, o Riograndenser Hunsrückisch (Hunsriqueano Riograndense); na verdade o Rio Grande do Sul é o pólo de uma rede de regiões e pontos onde se fala variantes desta língua por toda a Bacia do Prata, Brasil meridional, e ainda, excepcionalmente, mais ao norte, no estado do Espírito Santo. A região de origem desta língua é a região geográfica (não política) do Hunsrück, no sudoeste da Alemanha, onde ganha o nome (entre outros) de Hunsrücker Platt; vale salientar que há pelo menos duas variantes distintas deste falar nesta sua região de origem: o Rheinfränkisch e o Moselfränkisch; sendo que o Hunsrücker Platt faz parte de um grupo dialetal maior que corresponde à antiga tribo germânica dos Francosou Franken; sendo que todos os antigos e históricos dialetos alemães correspondem a antigas etnias primárias dentro do contexto germânico maior. Veja também propostas para uma Escrita do Hunsrückisch falado no Brasil, que são duas atualmente, a saber, capitaneadas por um lado pela linguista alemã Ursula Wiesemann e por outro pelo germanista teutobrasileiro Cléo Vilson Altenhofen da Universidade Federal do Rio Grande do Sul (UFGRS) et al.